# Toray Pan Pacific Open 2014

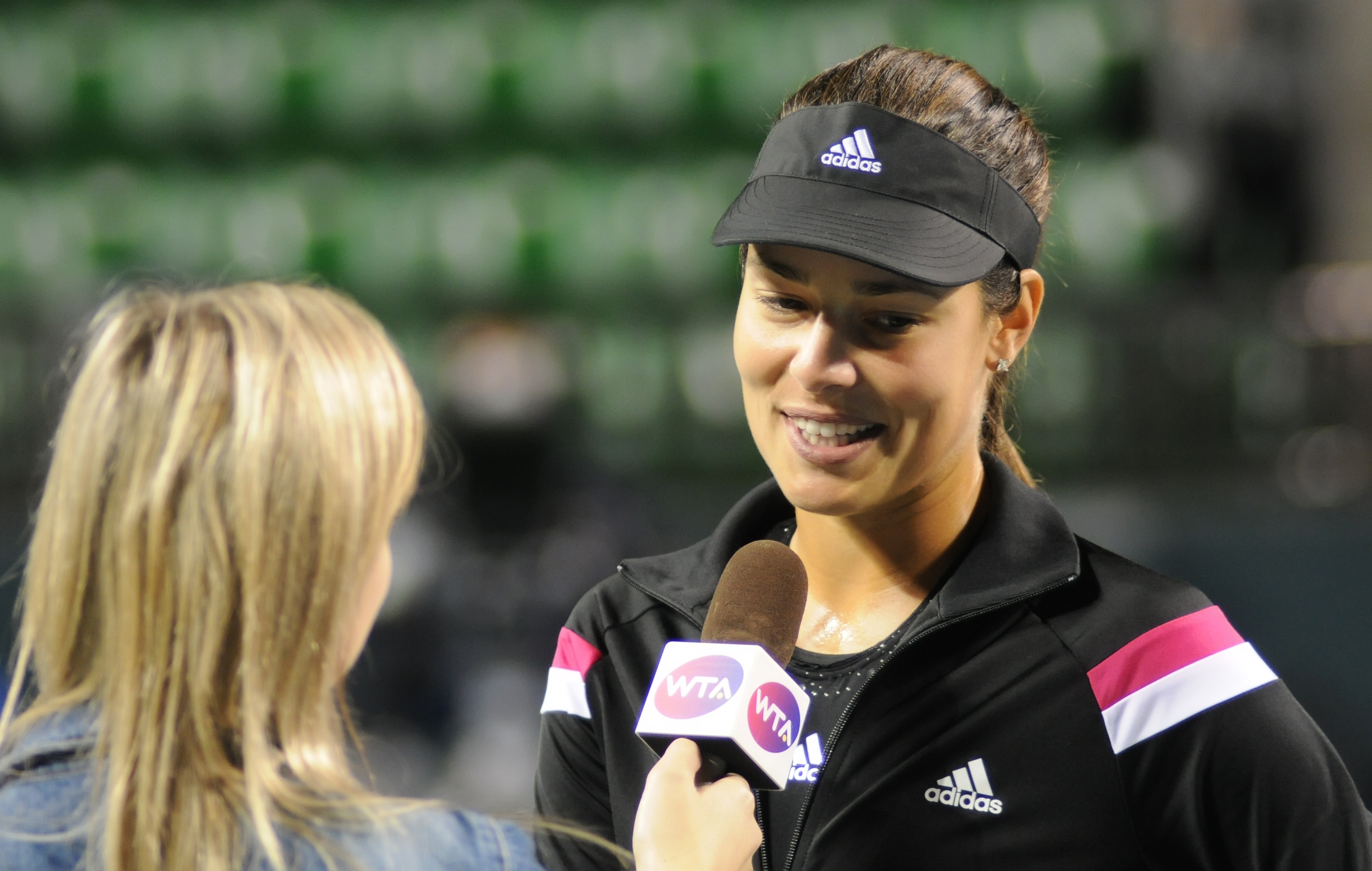
Переможниця Toray Pan Pacific Open 2014 в одиночному розряді Ана Іванович

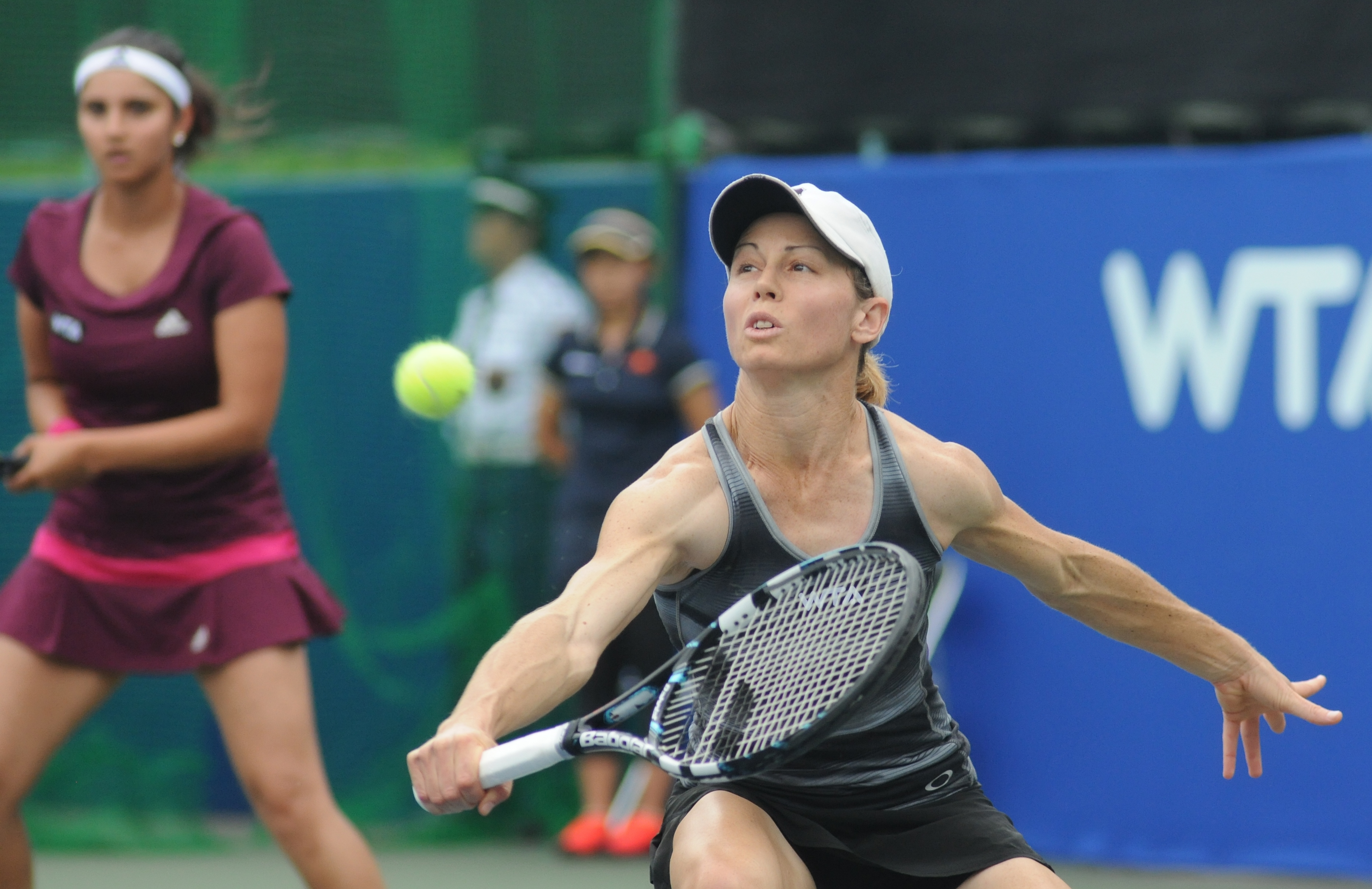
Переможниці Toray Pan Pacific Open 2014 у парному розряді Кара Блек (на передньому плані) і Саня Мірза (на задньому тлі)

Toray Pan Pacific Open 2014 — жіночий тенісний турнір, що проходив на відкритих кортах з твердим покриттям. Це був 31-й за ліком Toray Pan Pacific Open. Належав до серії Premier у рамках Туру WTA 2014. Відбувся в Ariake Coliseum у Токіо (Японія). Тривав з 15 до 21 вересня 2014. Ана Іванович здобула титул в одиночному розряді.

## Учасниці основної сітки в одиночному розряді

### Сіяні
| Країна     | Гравчиня             | Рейтинг1 | Сіяна |
| ---------- | -------------------- | -------- | ----- |
| Німеччина  | Анджелік Кербер      | 8        | 1     |
| Данія      | Каролін Возняцкі     | 9        | 2     |
| Сербія     | Ана Іванович         | 10       | 3     |
| Сербія     | Єлена Янкович        | 11       | 4     |
| Італія     | Сара Еррані          | 12       | 5     |
| Словаччина | Домініка Цібулкова   | 13       | 6     |
| Чехія      | Луціє Шафарова       | 15       | 7     |
| Іспанія    | Карла Суарес Наварро | 18       | 8     |

- 1 Рейтинг подано станом на 8 вересня 2014

### Інші учасниці
Нижче наведено учасниць, які отримали вайлдкард на участь в основній сітці:
- Белінда Бенчич
- Кіміко Дате
- Сабіне Лісіцкі

Нижче наведено гравчинь, які пробились в основну сітку через стадію кваліфікації:
- Марина Еракович
- Ярміла Ґайдошова
- Дарія Гаврилова
- Алла Кудрявцева

### Знялись з турніру
До початку турніру
- Каміла Джорджі → її замінила  Кірстен Фліпкенс
- Флавія Пеннетта → її замінила  Лорен Девіс
- Андреа Петкович → її замінила  Еліна Світоліна

## Учасниці основної сітки в парному розряді

### Сіяні
| Країна   | Гравчиня          | Країна    | Гравчиня             | Рейтинг1 | Сіяна |
| -------- | ----------------- | --------- | -------------------- | -------- | ----- |
| Зімбабве | Кара Блек         | Індія     | Саня Мірза           | 14       | 1     |
| США      | Ракель Копс-Джонс | США       | Абігейл Спірс        | 22       | 2     |
| Росія    | Алла Кудрявцева   | Австралія | Анастасія Родіонова  | 30       | 3     |
| Іспанія  | Гарбінє Мугуруса  | Іспанія   | Карла Суарес Наварро | 37       | 4     |

- 1 Рейтинг подано станом на 8 вересня 2014

### Інші учасниці
Нижче наведено пари, які отримали вайлдкард на участь в основній сітці:
- Домініка Цібулкова /  Кірстен Фліпкенс
- Сема Юріка /  Танака Марі

## Переможниці

### Одиночний розряд
- Ана Іванович —  Каролін Возняцкі 6–2, 7–6(7–2)

### Парний розряд
- Кара Блек /  Саня Мірза —  Гарбінє Мугуруса /  Карла Суарес Наварро 6–2, 7–5